# Maximilien-Prosper Foy
Pour les articles homonymes, voir Foy.
Pour les autres membres de la famille, voir Famille Foy.
Maximilien-Prosper Foy (15 juillet 1805, Ham - 19 mai 1889, Vesoul), est un militaire et homme politique français.

## Biographie
Neveu du général Foy, il est élève de l'École polytechnique en 1824, puis de l'école d'application de Metz, il en sortit lieutenant du génie. 
Envoyé en Afrique, il y gagna le grade de capitaine et la croix de la Légion d'honneur; mais, ayant signalé dans des lettres adressées au National les fautes commises par notre administration coloniale, il fut rappelé et envoyé en disgrâce à Haguenau, où il resta jusqu'à la Révolution française de 1848. 
Le 23 avril de cette année, il fut élu représentant du Bas-Rhin à l'Assemblée constituante, siégea au centre gauche et fit partie du comité de l'Algérie. 
Il se montra hostile à la politique personnelle du prince-président. 
Promu chef de bataillon le 1er mai 1848, et non réélu à l'Assemblée législative, il passa colonel le 27 novembre 1859, et fut mis à la retraite en 1865. 
Il se fixa à Haguenau, puis, après l'annexion de 1871, à Vesoul, où il devint adjoint au maire. Il décède au 14 place du Palais à Vesoul.